# Hang In Long Enough
Hang In Long Enough ist ein Popsong von Phil Collins aus dem Jahr 1989, der im September 1990 als fünfte Single, in den USA im November 1990 als sechste Single aus dem Album …But Seriously erschien.

## Entstehung und Inhalt
Hang In Long Enough wurde von Phil Collins selbst geschrieben und von Collins und Hugh Padgham produziert. Es handelt sich um einen in gehobenem Tempo gespielten Song mit Elementen von Pop und Funk Rock unter Verwendung von Bläsern wie E-Gitarre. Im Songtext geht es darum, nie aufzugeben, sich genügend „reinzuhängen“ und es immer wieder zu versuchen.

## Veröffentlichung und Rezeption
Der Song wurde im September 1990 als fünfte Single aus Collins’ Album …But Seriously ausgekoppelt, nur in den USA und Kanada erschien die Single erst im November 1990. Hang In Long Enough erreichte Platz 23 der Billboard-Charts und Platz neun in Kanada. Im Vereinigten Königreich erreichte der Titel Platz 34.

## Musikvideo
Im Musikvideo ist in Anspielung auf die Titanic im Jahr 1912 das Passagierschiff S.S. Udio unterwegs (Anspielung auf Collins’ Song Sussudio). Die Band tritt als „Phil Collins and the Galloping Horses“ auf, spielt den Song und verblüfft das Publikum mit dem völlig unbekannten Musikstil. Zum Schluss, nachdem Collins mit einem E-Gitarrensolo das Bordtheater leergefegt hat (Anspielung auf Zurück in die Zukunft), findet sich die Band im Rettungsboot wieder und beobachtet den sinkenden Luxusliner. Als Pointe wirft Collins seiner Band vor, „zu laut“ und somit für den Untergang des Schiffs verantwortlich gewesen zu sein. Im Video wird Bildmaterial aus Die letzte Nacht der Titanic (1958) verwendet.